# Transports en commun de Cherbourg-en-Cotentin
Cap Cotentin, anciennement Zéphir Bus, est le réseau de transport collectif desservant les communes dans le périmètre de la communauté d'agglomération du Cotentin. Il est exploité par l'entreprise Transdev Cotentin (Transdev) dans le cadre d'une délégation de service public.
Le réseau Cap Cotentin se compose au 26 août 2024 de :
- 8 lignes régulières urbaines ;
- 7 lignes régulières d'autobus, 14 lignes secondaires, et 5 permettant l'accès au site d'Orano La Hague et du CNPE de Flamanville
- 159 lignes scolaires ;
- d'un service de transport à la demande (cap à la demande) sur réservation sur l'un des douze secteurs ;
- un service de taxi permettant d'accéder à la gare sur réservation ;
- un service de transports pour personnes à mobilité réduite (Cap Access).
- 1 ligne Cherbourg-Rennes

## Histoire

Logo du réseau Zéphir Bus

En juillet 1896, la Compagnie de tramways de Cherbourg voit le jour. Deux lignes de tramway sont mises en place. Le tramway a cessé son service à la suite du bombardement en juin 1944 (dans la fin des années 1950, les rails qui passaient dans la rue Emmanuel-Liais sont déposés lors de la réfection de la chaussée). Les bus prennent la relève ; une des lignes de bus allait au moins jusqu'à Querqueville. Le nom a été changé de la « Compagnie de tramways de Cherbourg » en la « Compagnie des transports de Cherbourg ». En 1992, après de nombreuses années de négociation, le réseau se dote d'une marque commerciale, Zéphir Bus.
Zéphir Bus étant axé sur Cherbourg-en-Cotentin et les communes limitrophes, le 2 février 2021, David Margueritte, président de la Communauté d'agglomération du Cotentin, annonce la fin du réseau Zéphir Bus lors d'un déplacement à Rauville-La-Bigot et l'arrivée d'un nouveau réseau de bus pour septembre 2021. Ce réseau passe à l'échelle de la communauté d'agglomération reprenant pour beaucoup les tracés des lignes Manéo et le réseau Zéphir Bus, la marque commerciale Cap Cotentin est dévoilée en avril 2021, son site ouvre le 1er juillet suivant, les tracés et les dépliants horaires deviennent disponibles fin-juillet 2021,,,. Keolis, exploitant de la marque Zéphir Bus est écarté au profit de Transdev qui prend le relais dès le 1er juillet 2021, changement qui s'opère sous la vigilance des syndicats du personnel Zéphir Bus,,.
Le projet se constitue de trois axes, faciliter le transport des plus jeunes, desservir écoles, entreprises et pôles touristiques ainsi que désenclaver les communes en dehors de Cherbourg et ses communes limitrophes qui avaient accès uniquement à la ville par le réseau Manéo,.
Le réseau devient effectif au 30 août 2021, la nouvelle marque et le nouveau réseau commence cependant avec plusieurs problèmes notamment des problèmes de bus remplis ayant l'impossibilité accepter des usagers ou de grèves comme en décembre 2021 avec les conducteurs du périmètre urbain, .

### Projets
Le réseau étant jeune, de nombreux projets subsistent : 
- Un projet de BNG a été réalisé. Les travaux ont commencé en 2022 et se sont terminés en avril 2024. Le projet a été lancé le 26 août suivant avec des itinéraires repensés sur l’ensemble de Cherbourg-en-Cotentin. Plusieurs points importants du réseau ont subi d'importants travaux, comme le boulevard de la gare qui s’est métamorphosé, devenant un pôle multimodal, ainsi que le quartier de la mairie de Tourlaville, et d'autres points sur le réseau.
- Le réseau de nuit a subi une évolution en 2023 avec de nouveaux circuits et l'arrêt à la demande[11]. Le service Cap Cotentin de nuit a été supprimé le 26 août 2024 en raison de l’extension des horaires sur les lignes régulières, circulant jusqu’à minuit du jeudi au samedi.
- L'augmentation du nombre de bus d'ici 2023[12].

## Organisation
Le réseau « Cap Cotentin » est géré par le groupe Transdev par délégation de service public et a pour autorité organisatrice la communauté d'agglomération du Cotentin dans le cadre de ses compétences obligatoires.
Le réseau « Zéphir Bus » était géré par le groupe Keolis par délégation de service public et avait pour autorité organisatrice la communauté d'agglomération du Cotentin depuis la création de cette dernière au 1er janvier 2017, dans le cadre de ses compétences obligatoires. Au 1er janvier 2016, cette compétence était revenue de facto à la commune nouvelle de Cherbourg-en-Cotentin après la dissolution de la communauté urbaine de Cherbourg.
Les lignes urbaines desservent les cinq communes déléguées de Cherbourg-en-Cotentin (qui est le siège de l'agglomération) : Cherbourg-Octeville, Équeurdreville-Hainneville, La Glacerie, Querqueville et Tourlaville. La zone urbaine bénéficie de 2 lignes de nuit.
Les lignes régulières intercommunales desservent l'ensemble de la Communauté d'Agglomération en reliant Cherbourg à tous les pôles de l'agglomération comme Les Pieux, La Hague, Bricquebec-En-Cotentin, Barfleur, Valognes, Barneville-Carteret ou encore Portbail-Sur-Mer, les tracés reprennent pour beaucoup les anciennes lignes Manéo.
Les lignes secondaires quant à elles relient différentes communes (comme Helleville) aux pôles sans forcément passer par Cherbourg, elles ont une utilité de proximité.
Les lignes "P" sont des lignes permettant l'accès aux sites d'Orano La Hague et du CNPE de Flamanville, elles sont au nombre de 5.
Les lignes scolaires, au nombre de 134, desservant écoles, collèges et lycées du Nord-Cotentin, des lignes complémentaires sont aussi proposés par Nomad.
Des services de proximité sur réservation comme la taxi à destination de la Gare de Cherbourg (service Cap à la gare) ou un service proposé aux personnes à mobilité réduite (Cap Access) ou encore se rendre d'un point à un autre sur réservation (Cap à la demande).
Cap Cotentin propose aussi une location de vélos électriques et l'accès à la ligne de Train Nomad Cherbourg/Valognes (Axe Paris-Caen-Cherbourg).

## Lignes de bus
Il existe au total 33 lignes de bus hors lignes scolaires.
Le réseau est articulé des 8 lignes urbaines et des 7 lignes intercommunales, dont cinq doublées par des services touristiques. Le réseau se compose de nombreuses lignes secondaires (au nombre de 12), desservant l'ensemble de la communauté d'agglomération, d'un service de transport à la demande, d'un réseau de soirée et des lignes spécifiques (scolaires, desserte des pôles industriels).

### Les lignes

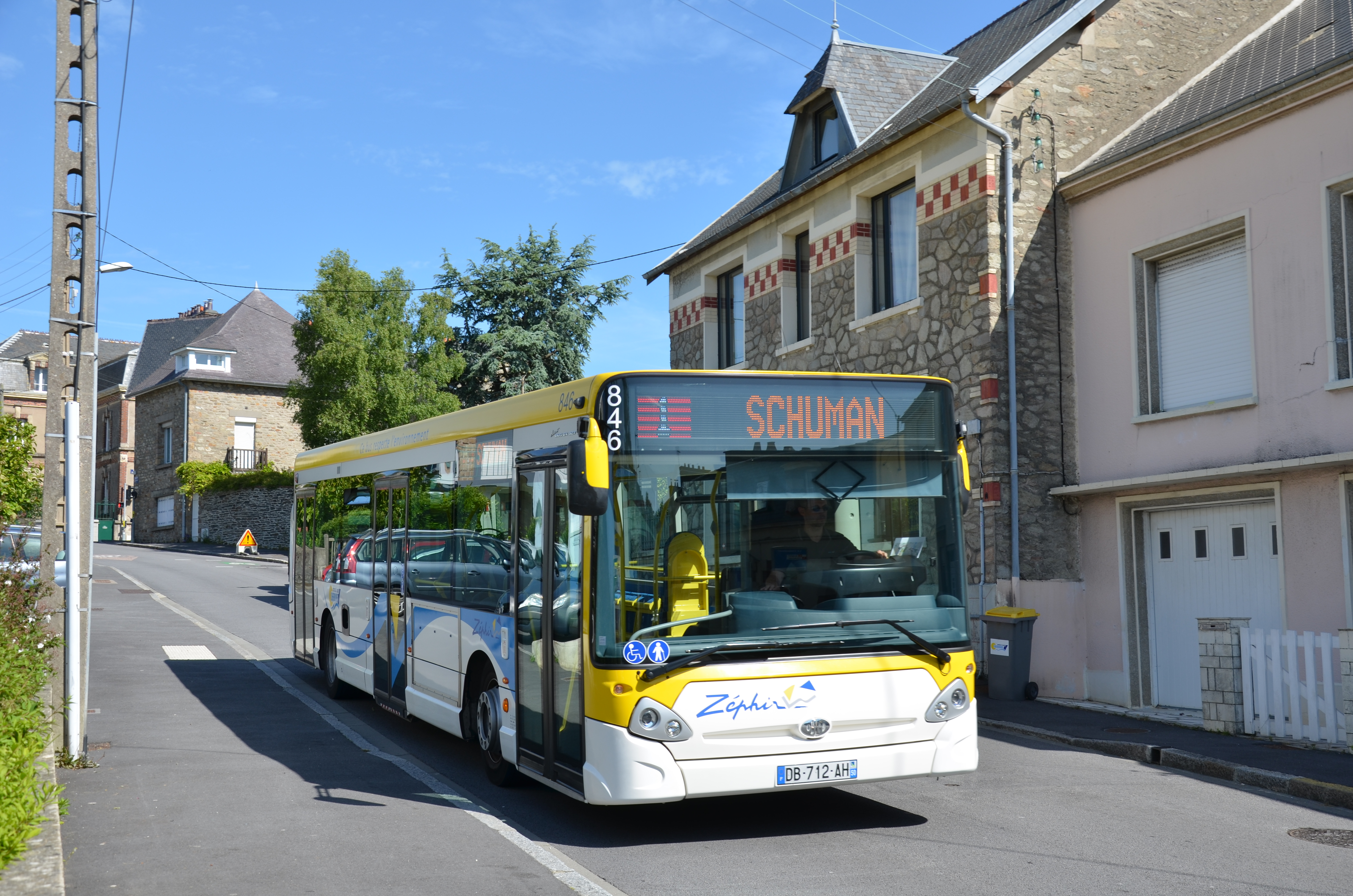
Heuliez GX 327 sur l'ancienne ligne 1, direction Schuman.

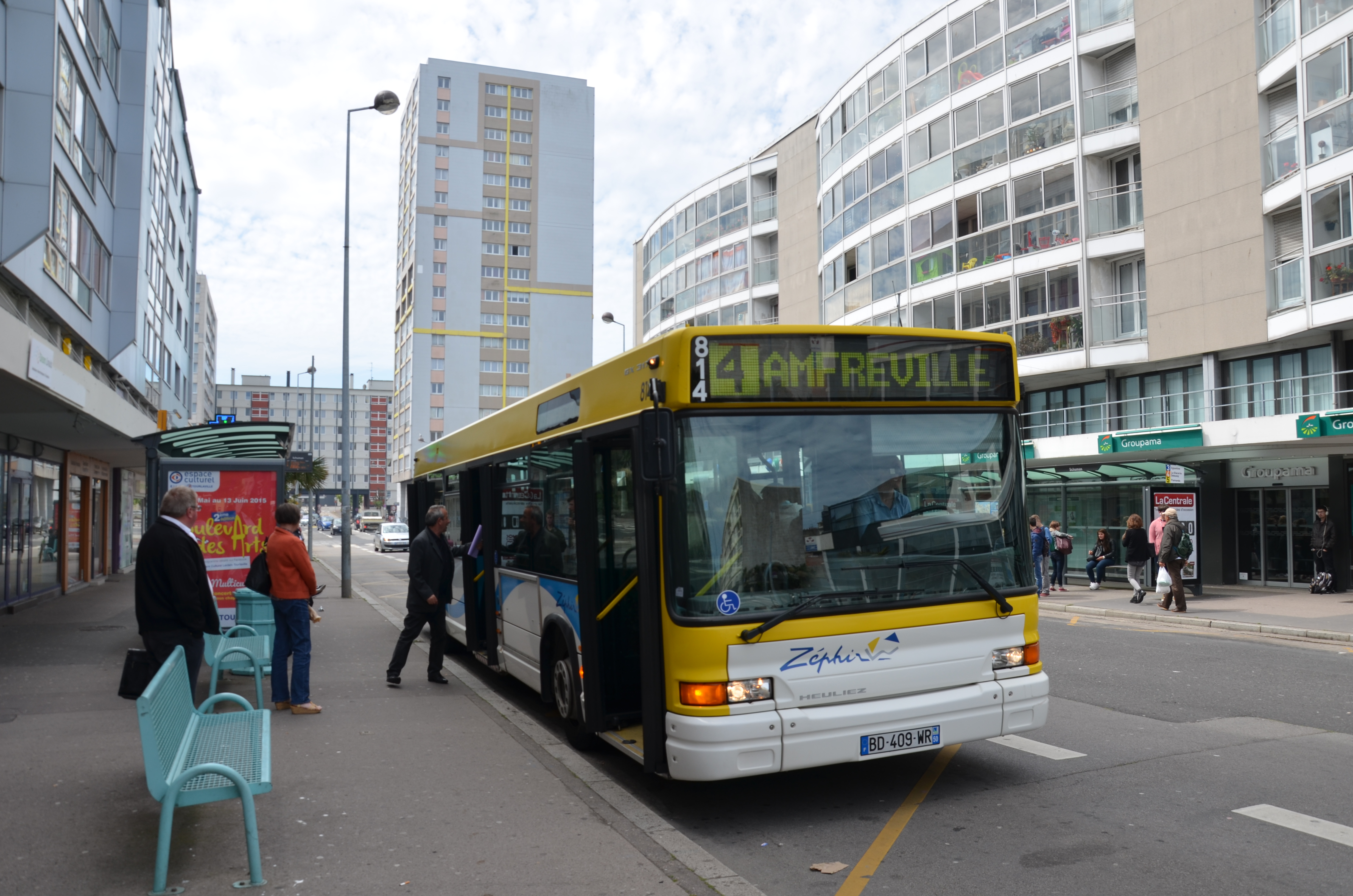
Un Heuliez GX 317 sur l'ancienne ligne 4 à destination d'Amfreville, à l'ancien pôle d'échanges Schuman.

Le point de convergence de toutes les lignes du réseau est l'arrêt Cherbourg-Gare (sauf ligne 5) situé au niveau de la gare SNCF. 

#### Lignes urbaines
Les lignes 1, 2, 3 et 4 circulent également les dimanches et fêtes.
- Ligne 1 (ligne circulaire) : Cherbourg-Gare ↔ Anjou ↔ Les Fourches ↔ Porte du Midi
- Ligne 2 : Amfreville ↔ Églantine Château
- Ligne 3 : Querqueville Mairie ↔ Flamands
- Ligne 4 : La Glacerie Marettes ↔ Schuman-Delaville
- Ligne 5 : Digard ↔ Parking de l’Agora
- Ligne 6 : Polyclinique ↔ Sauxmarais
- Ligne 7 : Schuman-Delaville ↔ Collège Zola
- Ligne 8 : Z.A. Les Fourches ↔ Collignon

Les Lignes Cap Cotentin de nuit et Domino (circuits scolaires urbaines) ont fermées le 26 aout 2024.

#### Lignes interurbaines principales
- Ligne A : La Hague ↔ Cherbourg-en-Cotentin Gare
- Ligne B : Siouville/Flamanville EPR ↔ Cherbourg-en-Cotentin Gare
- Ligne C : Valognes Gare SNCF ↔ Saint Vasst La Hougue ↔ Cherbourg-en-Cotentin Gare
- Ligne D : Montebourg ↔ Valognes ↔ Cherbourg-en-Cotentin Gare
- Ligne E : Bricquebec-en-Cotentin ↔ Cherbourg-en-Cotentin Gare
- Ligne F : Valognes Place Félix Buhot ↔ Les Pieux Place de la Lande.
- Ligne G : Valognes Z.A Armanville ↔ Portbail-sur-mer

#### Lignes interurbaines secondaires
- - Ligne S1: Valognes - Place Felix Buhot <>  Saint Sauveur le Vicomte - Mairie / Barneville Carteret - Parking du Valnotte
  - Ligne S2: Saint Sauveur le Vicomte - Collège Barbey d'Aurevilly <> Bricquebec-en-Cotentin - Collège Marcel Grillard
  - Ligne S3: Valognes - Collège Buhot/Lycée Cornat <> Emondeville - Le Coup de Frein / Quineville - La Poste
  - Ligne S4: Tourlaville - Collège Diderot <> Crasville - Le Bas
  - Ligne S5: Réville - Eglise <> Montfarville - Mairie / Plateforme Chasse Verte (Lycée Tocqueville)
  - Ligne S6: Gatteville le Phare - Route du Val de Saire <> Cherbourg-en-Cotentin - Quai Collins
  - Ligne S7: Le Vast - La PLace <> Saint Pierre Eglise-Collège Gilles de Gouberville
  - Ligne S8: Teurtheville-Bocage - Le Bourg <> Le Theil les Ecoles / Saint Pierre Eglise-Collège Gilles de Gouberville
  - Ligne S9: Surtainville - Les Gîtes <> Fierville-Les-Mines - La Place / Bricquebec-en-Cotentin - Collège
  - Ligne S10: Grosville - Mairie <> Equeudreville Haineville - Mairie
  - Ligne S11: Biville - La Croix Frimot <> Beaumont-Hague - Collège Hague Dick
  - Ligne S12: Helleville - Ecole <> Bricquebec-en-Cotentin - Collège
  - Ligne S13: Portbail / Mer - Rue Lechevalier <> Cherbourg-en-Cotentin - Gare
  - Ligne S14: Montebourg - Place Albert Pellerin <> Cherbourg-en-Cotentin - Gare

#### Ligne Cherbourg-Rennes
Une ligne interurbaine, sur réservation relie la gare de Cherbourg à celle de Rennes. La ligne est soumise à une tarification spécifique et ne dispose pas d’autres arrêts entre les deux villes. Cap Cotentin promet un trajet de moins de 3h.

### Secteurs Cap à la demande
- Cap Access
- Cherbourg Ouest
- Cherbourg Sud
- Cherbourg Est
- Bricquebec
- Côte des Isles
- La Hague
- Montebourg
- Les Pieux
- Saint-Pierre-Église
- Val de Saire
- Vallée de L'Ouve
- Valognes

#### Lignes disparues/hors service
- Ligne 6 : Dubost ↔ Schuman (retirée du service le 1er septembre 2008).
- Ligne 7 : Hainneville Haut ↔ Schuman (retirée du service le 1er septembre 2008).
- Ligne 10 : Le Becquet ↔ Schuman (retirée du service le 1er septembre 2008).
- Ligne 11 : Verrerie-La Brèche-du-Bois ↔ Schuman (retirée du service le 1er septembre 2008).
- Ligne 12 : Urville-Dixmude ↔ Schuman (retirée du service le 1er septembre 2008).
- Ligne A : Villa Rocca ↔ Schuman (retirée du service le 1er septembre 2008).
- Socoval : Schuman ↔ Sanmina Cherbourg-Socoval (retirée du service le 1er septembre 2008).
- Ferry bus : Gare maritime ↔ Schuman (retirée du service le 1er septembre 2008).
- Itinéo Verrerie : Verrerie ↔ Bremerhaven Centre
- Ligne 1 : Les Fourches ↔ Schuman-Delaville (supprimée et remplacée à la suite du lancement du BNG le 26 août 2024)
- Ligne 2 : Digard ↔ Collignon (supprimée et remplacée à la suite du lancement du BNG le 26 août 2024)
- Ligne 3 : Brécourt ↔ Églantine Château (supprimée et remplacée à la suite du lancement du BNG le 26 août 2024)
- Ligne 4 : Amfreville ↔ La Glacerie Marettes (coupée en deux à la suite du lancement du BNG le 26 août 2024)
- Ligne 5 : Querqueville Mairie ↔ Flamands (supprimée et remplacée à la suite du lancement du BNG le 26 août 2024)
- Lignes Domino (supprimées à la suite du lancement du BNG le 26 août 2024)
- Lignes Cap Cotentin de nuit (supprimées à la suite du lancement du BNG le 26 août 2024, assurant des trajets jusqu’à minuit le week-end)

Ces anciennes lignes ont été remplacées par de nouvelles lignes excepté la ligne 12 qui n'a pas pu être remplacée à cause de la trop faible fréquentation de cette dernière.

### Lignes scolaires

#### Lignes Domino (fermées depuis le 26 août 2024)
Directs lycée Millet-IUT :
- → La Marche-Amfreville
- → Églantine Château
- → Albert Thomas

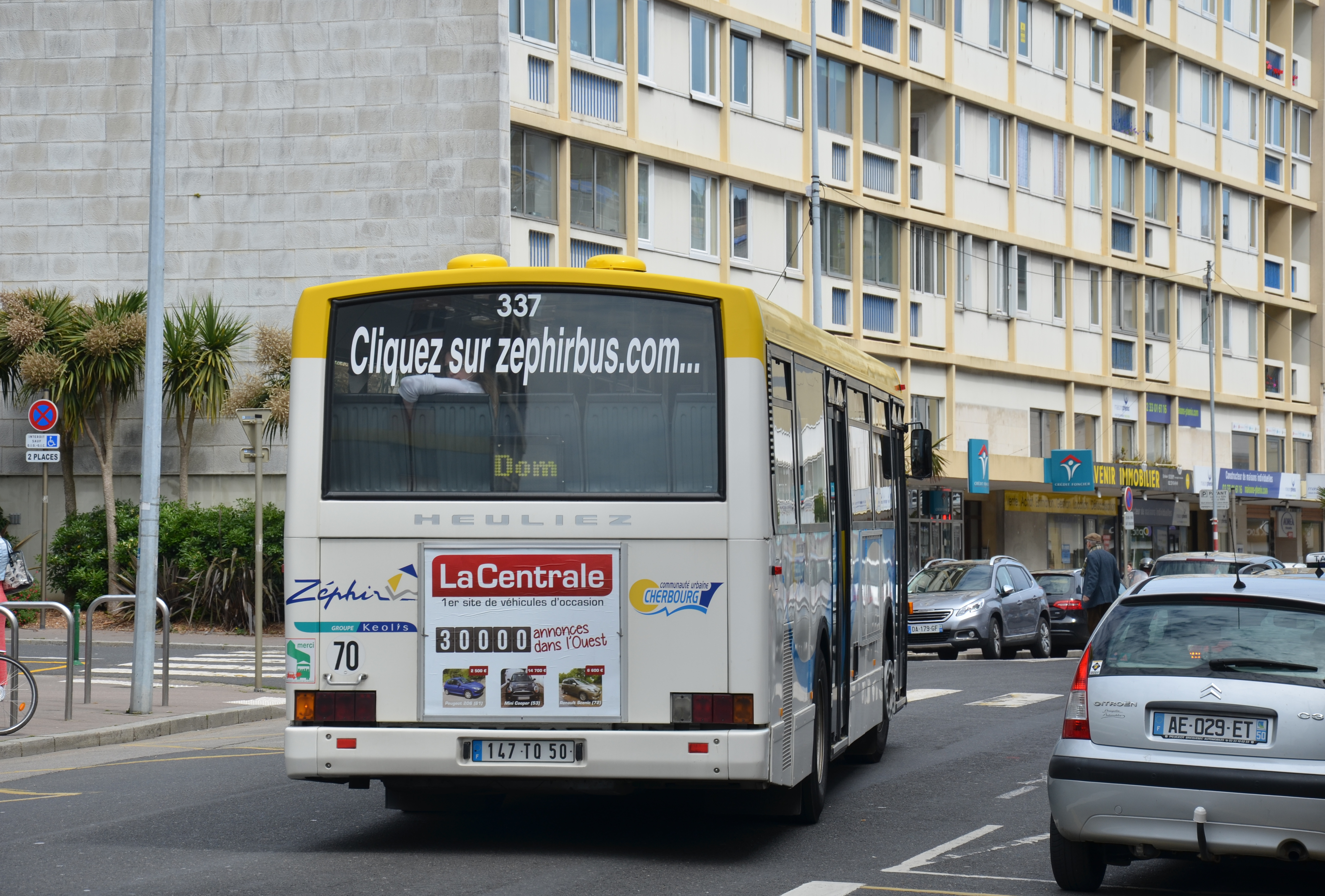
Heuliez GX 107 n°337 assurant un service « Domino ».

Directs lycées Tocqueville / Sauxmarais :
- → Bocage
- → Vindis-Digard
- → Albert Thomas
- → Hainneville
- → Amfreville-La Marche

Directs LP Doucet :
- → Hameau Pharès

Direct collège Jules-Ferry :
- → Terrasses

Direct collège Denis-Diderot :
- → Églantine Château

L’ensemble des lignes du service Domino ne respectant pas une réglementation en vigueur, elles disparaissent à la fin de l’année scolaire 2023-2024.

#### Autres lignes
→ Terminal Ferry/Cherbourg-Gare (circulant tous les jours 2h avant le départ du ferry et 1h avant son arrivée)

### Transport ferroviaire
Les titres Cap Cotentin sont acceptés dans les trains Nomad entre Cherbourg et Valognes.

## Tarification
La billettique est électronique, il y a possibilité d'acheter des tickets via l'application Cap Cotentin. Le tarif au 1er janvier 2022 est d'1 € (hors bus) et d'1,50 € dans les bus. Il est possible d'acheter ou de recharger son ticket dans des points de vente trouvables sur le site du réseau.

## Chiffres clés

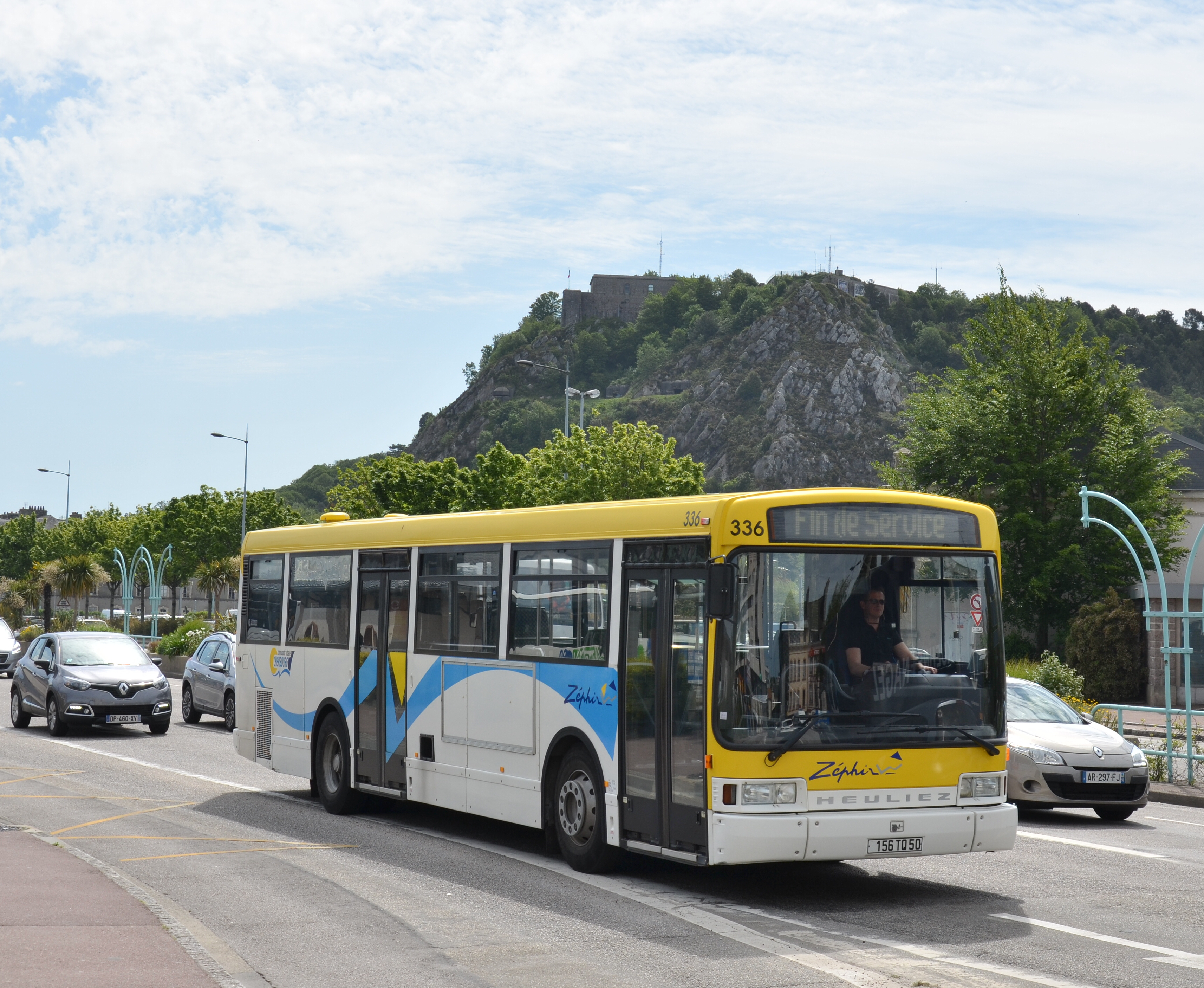
Les 5 Heuliez bus GX107 sont désormais tous reformés.

- Ex126 employés dont 101 conducteurs en 2011 (133 employés dont 113 conducteurs en 2007)
- 739 points d’arrêts
- Une trentaine de points de vente
- 82 véhicules[15] dont :
  - 3 Véhicules TPMR:
  - 1 Renault Master II TPMR (401).
  - 2 Renault Master III (402 et 403).
  - 48 bus standards:
  - 1 Heuliez GX 117L (109).
  - 4 Iveco Urbanway 12 Hybrid (500 à 503).
  - 1 Heuliez GX 317 €2 (811).
  - 6 Heuliez GX 317 €3 (813 à 818).
  - 17 Heuliez GX 327 (830 à 846).
  - 4 Mercedes Benz Citaro C2 (900 à 903).
  - 4 Mercedes Benz Citaro C2 BHNS (904 à 907).
  - 4 Mercedes Benz Citaro C2 Hybrid BHNS (908 à 911).
  - 7 Mercedes Benz Citaro C2 Hybrid (912 à 918).
  - 12 bus articulés :
  - 2 Irisbus Citelis 18 (715 et 716 ).
  - 2 Heuliez Bus GX427 (717 et 718).
  - 1 Irisbus Agora L (714)
  - 7 Mercedes Benz Citaro C2G (de 720 a 726)
  - 16 autocars interurbains :
  - Iveco Crossway LE Line (72101 à 72110 et 72200 à 72202) Exploitant, Transdev Normandie Manche.
  - Iveco Crossway LE Line (406 à 408) Exploitant, Collas Voyages.
  - Iveco Crossway POP (1824, 2020, 2526 et 2918) Exploitant, Transdev Normandie Manche.
  - 3 Autocars longue distance
  - Iveco Magelys Pro (5603 et 6651) Véhicule pour la Ligne de Cherbourg à Rennes.
  - Iveco Magelys Line (61550) Véhicule pour la Ligne de Cherbourg à Rennes.
  - puis divers véhicules pour assurer les nombreux services scolaires du réseau (Transdev, Collas et Autocars Delcourt) ainsi que les services de transport à la demande.

Provenance, destination et reforme de certains bus : 
- Destination:
- 106 (Van Hool A 508) : vraisemblablement vendu à Keolis pour la desserte de l'usine Aréva de la Hague.
- 107 (Heuliez GX 117) : vendu au réseau Twisto de Caen
- 706 (Renault PR 180.2) : vendu au port de Cherbourg
- 709 et 710 (Heuliez GX 187) : préservés par l'association Interconnexion - histoire et patrimoine des transports en commun rennais. (Association dissoute selon information).
- Plusieurs Heuliez GX 107 ont également été vendus au port de Cherbourg.
- 2 Heuliez bus GX317 €2 vendu au port de Cherbourg pour les liaisons ferry
- 711 (Renault PR 180.2) : vendu au port de Cherbourg pour assurer les liaisons sur le port.
- 804 (Heuliez Bus GX317 €2): Vendu au port de Cherbourg pour assurer les liaisons sur le port.
- Provenance:
- 712 (Renault Agora L) : ex 4430 RATP
- 713 (Renault Agora L) : ex 4437 RATP
- 714 (Irisbus Agora L) : ex 552 STRAN
- 715 (Irisbus Citelis 18) ex 553 STRAN
- 716 (Irisbus Citelis 18) ex 554 STRAN
- 717 (Heuliez GX427) ex 928 Lacroix ex 324 Yelo
- 718 (Heuliez GX427) ex 847 Stivo ex 322 Yelo
- 2 HeuliezGX317 €2 (804 , 805) vendu au port de Cherbourg pour les liaisons ferry.
- Reformé:
- Heuliez Bus GX117L (108) ??
- Heuliez Bus GX317 €2 (801 à 810) vétérans
- Peugeot Boxer carrossés Durisotti (201et 202) Vétérans
- Heuliez Bus GX317 €3 (812) problème moteur.
- Renault Agora L (712)  Vente
- Renault Agora L (713) vétéran
- Heuliez Bus GX107 (335 à 339). vétérans

En 2007, il y a eu plus de 5 700 000 voyageurs transportés. Chaque année, il y a une augmentation d'environ 50 000 voyageurs [réf. souhaitée].